# Casino Arena
Casino Arena – kompleks skoczni narciarskich w austriackiej miejscowości Seefeld in Tirol. W jego skład wchodzą dwa obiekty: Toni-Seelos-Olympiaschanze – skocznia, na której rozgrywane były konkursy skoków narciarskich i kombinacji norweskiej podczas Zimowych Igrzysk Olimpijskich 1964, oraz w 1976 w Innsbrucku, a także mniejsza skocznia K68.
W 1964 najlepszy okazał się Fin Veikko Kankkonen. Kolejne miejsca na podium zajęli Norwegowie – Toralf Engan i Torgeir Brandtzæg. Ta sama trójka zawodników stanęła w innej kolejności na podium konkursu na dużym obiekcie w Innsbrucku.
Konkurs Olimpijski w 1976 roku wygrał reprezentant NRD Hans-Georg Aschenbach, za nim uplasował się jego rodak Jochen Danneberg, zaś na najniższym stopniu podium stanął mistrz z dużej skoczni, Austriak Karl Schnabl.
W 2003 roku skocznia przeszła gruntowną modernizację. Obecnym rekordzistą obiektu jest Japończyk Ryōyū Kobayashi, który uzyskał odległość 113 m.
W latach 2010–2011 skocznia przeszła gruntowną modernizację w związku z organizacją w Innsbrucku Zimowej Olimpiady Młodzieży 2012.
W 2019 roku na tym obiekcie odbyły się Mistrzostwa Świata w Narciarstwie Klasycznym. Konkursy na dużej skoczni zostały rozegrane na skoczni Bergisel w Innsbrucku. Jedyny konkurs indywidualny kobiet, właśnie na skoczni normalnej, wygrała Norweżka Maren Lundby, przed Niemką Kathariną Althaus i Austraiczką Danielą Iraschko-Stolz, a wcześniej jej reprezentacja Niemiec zwyciężyła w konkursie drużynowym kobiet nad Austriaczkami i Norweżkami. Na tej skoczni odbył się również jeden z dwóch konkursów panów, na której zwyciężył Polak Dawid Kubacki, przed swym rodakiem Kamilem Stochem i Austriakiem, obrońcą tytułu mistrzowskiego, Stefanem Kraftem. Rozegrano również konkurs drużyn mieszanych, w których wygrali Niemcy, z taką samą kolejnością na podium jak w konkursie drużyn pań.

## Parametry skoczni normalnej
- Punkt konstrukcyjny: 99 m
- Wielkość skoczni (HS): 109[1] m
- Rekord skoczni:
  - kobiety – 108,5 m –  Nika Križnar (02.03.2019)
  - mężczyźni – 113 m –  Ryōyū Kobayashi (02.03.2019)
- Długość rozbiegu: 77,4 m
- Nachylenie rozbiegu: 34,9°
- Długość progu: 6 m
- Nachylenie progu: 11°
- Wysokość progu: 2,25 m
- Nachylenie zeskoku: 35°
- Średnia prędkość na rozbiegu: b.d.